# 존 플레처

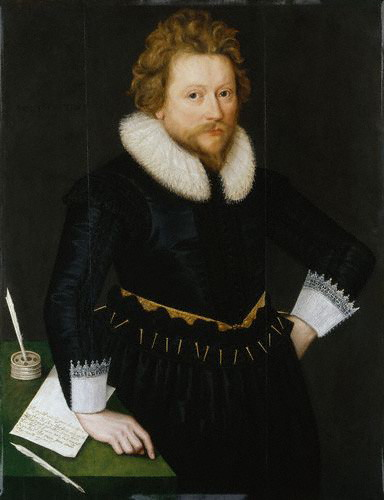
존 플레처

존 플레처(John Fletcher, 1579년 ~ 1625년)는 영국의 극작가다.
합작이 당연한 것처럼 여겨졌던 당시, 특히 희비극 분야에서 활약한 명콤비로서 보먼트(Francis beaumont)와 플레처 두 사람의 이름을 함께 부른다. 1설에 의하면 50편 이상이나 합작했다고 하나 현존하는 작품은 6-7편에 불과하다.
그 가운데 <필라스터>(1609), <처녀의 비극> <왕으로되 왕이 아니다>(1610-11)의 3편이 영국 연극의 고유한 장르를 완성시킨 낭만적 희비극의 대표작으로서, 셰익스피어의 낭만극에 영향을 미친 공적과 함께 높이 평가된다. 보먼트가 견실하고도 남성적인 외향성을 나타내고 있음에 대하여 플레처는 섬세하고 기교적인 목가극의 세계에서 묘미를 발휘하였다고 한다. 그리고 플레처는 셰익스피어(<헨리 8세>)를 비롯하여 매신저와의 합작도 많았다.

## 같이 보기
- 영국 엘리자베스 왕조 연극